# Marcus Loeber

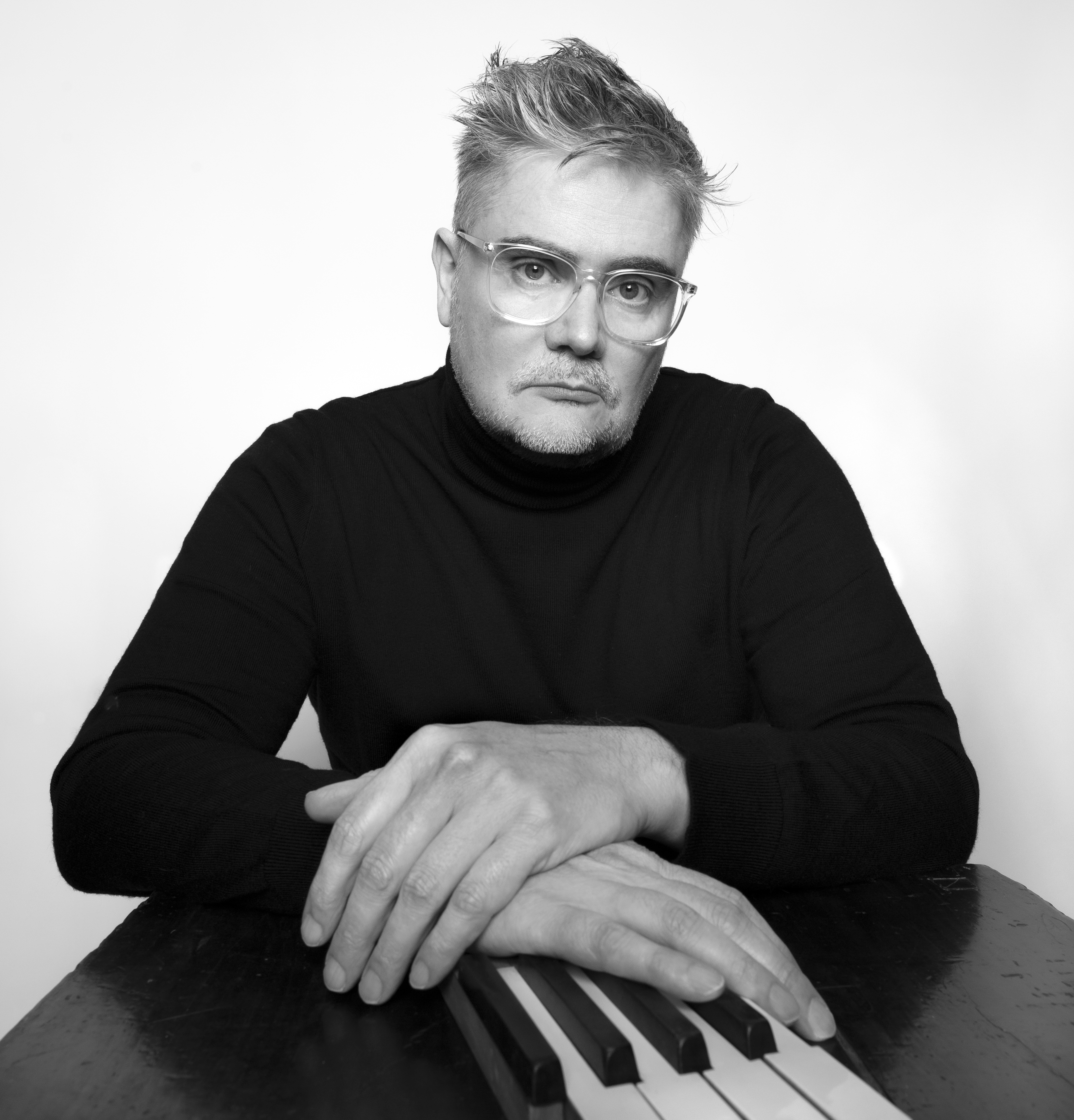
Marcus Loeber (2022)

Marcus Loeber (* 29. April 1967 in Hofgeismar, Nordhessen) ist ein deutscher Komponist, Pianist und Musikproduzent.
Loebers musikalischer Stil am Klavier kombiniert unter anderem Elemente des musikalischen Minimalismus, der Neo-Klassik und des Jazz. Sein Spiel zeichnet sich durch ein variables Tempo oder ein vollständiges Fehlen eines exakten Metrums aus. Auf seinen Livekonzerten kommt es oft zu ausgedehnten Improvisationen.

## Leben und Werk
Loeber erhielt eine klassische Klavierausbildung. Als Solopianist veröffentlichte mehrere Alben mit Eigenkompositionen. Darüber hinaus arbeitet er häufiger mit anderen Künstlern (z. B. Blank & Jones) zusammen.
Er ist außerdem Komponist von Film- und Werbefilm-Musiken und vertonte bislang etwa 900 Werbespots.

## Auszeichnungen
Arbeiten von Loeber wurden unter anderem mit dem Cannes Lion auf dem Cannes Lions International Advertising Festival (Lufthansa 1999), dem Clio Award (Smart Showcars 2003) und seit 1995 mit mehreren Awards beim Art Directors Club ausgezeichnet.

## Diskografie (Auszug)

### Soloalben
- 2004: Songs for Emelie (Billibaberecords)
- 2005: Two Sides (Billibaberecords)
- 2009: At the Very Moment (Billibaberecords)
- 2011: The Beauty of a Second (Billibaberecords)
- 2012: Penitentiary Theatre/OST (Billibaberecords)
- 2013: FLOW (Bilibaberecords)
- 2013: Homework (Billibaberecords)
- 2014: Stronger (Billibaberecords)
- 2022: Change (Billibaberecords)

### Kollaborationen
- 2012: mit Chris Zippel, The Backdrop Chambers (Billibaberecords)
- 2014: mit Blank & Jones, Jazzed 02 by Marcus Loeber (Soundcolours)
- 2016: mit Blank & Jones, Silent Piano (Songs for Sleeping) (Soundcolours)
- 2018: mit Blank & Jones, Silent Piano – Songs for Sleeping 2 (Soundcolours)